# Wiedtalgymnasium Neustadt/Wied
Das Wiedtal-Gymnasium (kurz: WTG) in Neustadt (Wied) im Landkreis Neuwied ist ein staatliches Gymnasium in Rheinland-Pfalz. Rund 890 Schüler werden hier von etwa 75 Lehrern unterrichtet.

## Allgemeines
Das WTG ermöglicht das Erlernen von vier Sprachen und verfügt über ein „offenes Lehrerzimmer“, in das jeder Schüler in den Pausen für direkten Kontakt mit den Lehrern Zutritt hat. Das Gymnasium befindet sich in direkter Nachbarschaft zur Realschule Neustadt (Wied).
Zusätzlich verfügt es über eine eigene Band, die aus dem Orientierungsstufenchor, dem Mittelstufenchor, der Band und dem eigenen Technikteam (PTT) besteht. Sie spielt auf offiziellen Schulveranstaltungen und dem jährlichen Phoenix-Konzert und am jährlich stattfindenden kleinen Sommerfest.

## Geschichte
Das Wiedtal-Gymnasium wurde 1975 in Trägerschaft des Kreises Neuwied gegründet und verfügt seit dem ersten Abiturjahrgang 1983/84 über eine voll ausgebaute gymnasiale Oberstufe (Mainzer Studienstufe). Im Jahr 2025 wurde das Gymnasium 50 Jahre alt und feierte ihr Jubiläumsjahr 25/26 auf dem diesjährigen Sommerfest am 27. Juni 2025.

## Arbeitsgemeinschaften
Im Wiedtal-Gymnasium werden u. a. folgende Arbeitsgemeinschaften angeboten:
- Altgriechisch-AG
- Buslotsen-AG
- Chemieshow-AG (ruht zurzeit)
- Homepage-AG
- Kindergarden-meets-chemistry-AG
- Kochkunst-und-Esskultur-AG
- Phoenixband
- PTT (Phoenixtechnikteam)
- Mathe-Känguru-AG
- Mathe-am-PC-AG
- Pädagogik-und-Psychologie-AG
- Roboter-AG
- Russisch-AG
- Schülerzeitung Pausengong (ruht zurzeit)
- Schulsanitätsdienst
- Science-AG (Naturwissenschaften; Teilnahme an Jugend-forscht-Wettbewerben)
- SV-AG (Schülervertretung)
- Südafrika-AG
- Töpfer-AG
- Jugend-debattiert-AG

Die Schülervertretung wurde mehrfach für ihr soziales Engagement von der Landesregierung und beim Jugend-Engagement-Wettbewerb von der Bertelsmann Stiftung ausgezeichnet.
- Video-AG (mit YouTube-Kanal WTG-TV)
- Zirkus-AG

## Wettbewerbe
Im Schuljahr 2019/20 nahm die Schule am Wettbewerb Jugend testet teil. Dabei erzielten die Schüler sowohl eine Platzierung unter den besten 20 als auch eine unter den besten 50.
Unter anderem wurden Netzanbieter/Handynetze im und um den Schulbereich getestet, des Weiteren Müllbeutel sowie Handyhüllen. Im Zuge dieses Wettbewerbs wurde auch an den Wettbewerben Jugend Präsentiert und dem Bundesumweltwettbewerb teilgenommen.

## Schulgelände
Das Gebäude untergliedert sich in drei Untergebäude: A-Gebäude (Verwaltung, Lehrerzimmer, Naturwissenschaften), B-Gebäude, C-Gebäude. Die Schule besitzt eine Aula, zwei Computerlabore und einen Computerübungsraum sowie Chemie-/Biologie- und Physikübungsräume über zwei Stockwerke verteilt. Zudem verfügt das Gymnasium über jeweils zwei Musik- und Kunsträume und eine eigene Sporthalle und nutzt zusätzlich die Sporthalle der angrenzenden Realschule und die Wiedparkhalle.
In der Schule gibt es einen Motorradunterstand für Schüler, die täglich mit ihrem Zweirad in die Schule kommen.

## Schülerzeitung
Das Gymnasium verfügt über eine sich unabhängig verwaltende Schülerzeitung. Diese erscheint jährlich vor den Sommerferien. Die Schülerzeitung Pausengong wird von einer Arbeitsgemeinschaft erstellt, die im Schuljahr 2018/2019 ausschließlich weibliche Mitglieder hatte.
Die Zeitung wurde in der Vergangenheit mehrfach ausgezeichnet, unter anderem von der Webseite Schülerzeitung.de, dem Europapreis, der 2017 von Malu Dreyer verliehen  wurde und dem 3. Platz im Schülerzeitungswettbewerb 2014/2015.